# Ніколай Байряков
Ніколай Ніколаєв Байряков (болг. Николай Николаев Байряков; нар. 5 вересня 1989, Пазарджик, Пазарджицька область) — болгарський борець греко-римського стилю, бронзовий призер чемпіонату Європи, учасник Олімпійських ігор.

## Життєпис
Боротьбою почав займатися з 2001 року.
Виступає за спортивний клуб «Мінор» Перник. Тренер — Армен Назарян.

## Спортивні результати на міжнародних змаганнях

### Виступи на Олімпіадах
| Змагання                    | Збірна   | Вагова категорія                 | Місце |
| --------------------------- | -------- | -------------------------------- | ----- |
| Літні Олімпійські ігри 2016 | Болгарія | греко-римська боротьба, до 85 кг | 5     |

### Виступи на Чемпіонатах світу
| Змагання                        | Збірна   | Вагова категорія                 | Місце |
| ------------------------------- | -------- | -------------------------------- | ----- |
| Чемпіонат світу з боротьби 2017 | Болгарія | греко-римська боротьба, до 85 кг | 9     |

### Виступи на Чемпіонатах Європи
| Змагання                         | Збірна   | Вагова категорія                 | Місце  |
| -------------------------------- | -------- | -------------------------------- | ------ |
| Чемпіонат Європи з боротьби 2016 | Болгарія | греко-римська боротьба, до 85 кг | 8      |
| Чемпіонат Європи з боротьби 2017 | Болгарія | греко-римська боротьба, до 85 кг | Бронза |
| Чемпіонат Європи з боротьби 2018 | Болгарія | греко-римська боротьба, до 97 кг | 11     |

### Виступи на Європейських іграх
| Змагання              | Збірна   | Вагова категорія                 | Місце |
| --------------------- | -------- | -------------------------------- | ----- |
| Європейські ігри 2015 | Болгарія | греко-римська боротьба, до 85 кг | 17    |
| Європейські ігри 2019 | Болгарія | греко-римська боротьба, до 97 кг | 10    |

### Виступи на інших змаганнях
| Змагання                                                       | Збірна   | Вагова категорія                 | Місце  |
| -------------------------------------------------------------- | -------- | -------------------------------- | ------ |
| Золотий Гран-прі з боротьби 2013 (Баку)                        | Болгарія | греко-римська боротьба, до 84 кг | 11     |
| Турнір Дана Колова — Николи Петрова 2015                       | Болгарія | греко-римська боротьба, до 85 кг | 7      |
| Меморіал Іона Корнеану 2015                                    | Болгарія | греко-римська боротьба, до 85 кг | 5      |
| Клубний чемпіонат світу з боротьби 2015                        | Болгарія | команда                          | 8      |
| Турнір Дана Колова — Николи Петрова 2016                       | Болгарія | греко-римська боротьба, до 85 кг | Золото |
| Олімпійський кваліфікаційний турнір з боротьби 2016 (Зренянин) | Болгарія | греко-римська боротьба, до 85 кг | Срібло |
| Кубок Владислава Пітласинські 2016                             | Болгарія | греко-римська боротьба, до 85 кг | 11     |
| Турнір Вехбі Емре і Гаміта Каплана 2017                        | Болгарія | греко-римська боротьба, до 85 кг | Бронза |
| Турнір Дана Колова — Николи Петрова 2017                       | Болгарія | греко-римська боротьба, до 85 кг | Бронза |
| Меморіал Іона Корнеану і Ладислава Сімона 2017                 | Болгарія | греко-римська боротьба, до 85 кг | Золото |
| Турнір Дана Колова — Николи Петрова 2018                       | Болгарія | греко-римська боротьба, до 97 кг | 5      |
| Турнір Вехбі Емре і Гаміта Каплана 2018                        | Болгарія | греко-римська боротьба, до 97 кг | 9      |
| Кубок Владислава Пітласинські 2018                             | Болгарія | греко-римська боротьба, до 97 кг | Срібло |